# Chuyến bay 3378 của Hapag-Lloyd
Chuyến bay 3378 của Hapag-Lloyd (HF-3378) là một chuyến bay thương mại do Hapag-Lloyd Flug khai thác từ Chania, Hy Lạp, đến Hannover, Đức. Vào ngày 12 tháng 7 năm 2000, chiếc máy bay Airbus A310-304 mang số đăng bạ D-AHLB với 143 hành khách và 8 thành viên phi hành đoàn bắt đầu hành trình tới Hannover. Tuy nhiên, vì bị trục trặc kĩ thuật nên càng đáp của máy bay không được thu lại sau khi cất cánh. Cuối cùng, máy bay đã hết nhiên liệu khi hạ cánh tại đường băng 34 của sân bay Vienna-Schwechat. Sau tai nạn, không có trường hợp tử vong nào xảy ra, và chiếc máy bay bị loại bỏ.